# Mama Béa
Mama Béa, dite aussi Mama Béa Tékielski, de son vrai nom Béatrice Tékielski, née le 23 août 1948 à Avignon, est une autrice-compositrice-interprète française.

## Biographie
Béatrice Tékielski naît le 23 août 1948 à Avignon, rue Saint Étienne. Sa mère Mafalda Fiacco (1916-2009), est d'origine italienne. Profitant d'une tournée au Maroc , son père Karol Tékielski, violoniste concertiste, abandonne sa famille alors qu'elle n'a que deux ans et son frère un an.
Dans sa jeunesse elle écoute Jacques Brel, Barbara, Colette Magny, Janis Joplin et Léo Ferré, dont elle devient une inconditionnelle (elle reprendra douze de ses titres dans l'album Du côté de chez Léo).
En 1967, elle apparaît pour la première fois à la télévision dans l'émission Télé Dimanche, présentée par Roger Lanzac, dans laquelle elle chante L'idiot du village, chanson inspirée par Anne Sylvestre. En 1968, Béatrice Tekielski participe au concours La fine fleur de la chanson française de Luc Bérimont, producteur à l’ORTF. Elle arrive en finale à Bobino et termine deuxième.
En 1971 paraît Je cherche un pays, un premier 33 tours dont le propos préfigure clairement le répertoire à venir. Cinq ans plus tard, en 1976, c'est sous le nom de Mama Béa Tékielski qu'elle signe le double album La folle. En 1978, elle assure son premier Olympia en vedette ; elle obtient le prix de l'Académie Charles Cros pour son quatrième album Pour un bébé robot... cette même année. Paru en 1982, l'album Où vont les stars ? marque une nette évolution esthétique dans son parcours et sa production discographique. 
En 1983, elle est la voix d'Édith Piaf dans le film Édith et Marcel de Claude Lelouch et inclut volontiers Hymne à l'amour au programme de ses concerts de l'époque. En 1984, son contrat avec RCA est rompu. 
Mama Béa revient en 1986 avec La différence, qui comprend notamment un duo avec Little Bob (Roberto Piazza, leader et chanteur du groupe havrais Little Bob Story). Ce retour se prolonge en 1987 par une série de concerts au Théâtre de la Ville dont un enregistrement autoproduit témoignera quelques années plus tard, ,.
En 1991 elle crée son propre label baptisé Mafalda Connection, en référence au prénom de sa mère. Dans l'album No Woman's Land, elle reprend De la main gauche de Danielle Messia et Les anarchistes de Léo Ferré.
En 1994, une compilation, Ma compilation, présente l'essentiel des enregistrements réalisés entre 1976 et 1981. En 1998, Mama Béa signe Indienne, dernier album original paru à ce jour, dans lequel elle rend hommage à son père (dans la chanson Le voyageur).
En 2014 elle préside les finales des Amoureux de la scène.

## Participation
- 1987 : La Fête à Ferré avec Nicole Croisille, Paul Piché, Claude Dubois, Catherine Ribeiro, Francis Lalanne et Jacques Higelin
- 1998 : Les Enfants de la zique avec Francis Cabrel, Gérald de Palmas, Patrick Verbeke et Paul Personne

## Hommages
Mama Béa apparaît dans la bande dessinée Ballade pour un bébé robot de Cédric Villani et Edmond Baudoin, à la planche numérotée 8. Le récit fait référence à sa personne à de multiples reprises. Le titre est emprunté à la chanson de l'album Pour un bébé robot..., paru en 1978.
Dans son album Multas Vitas réalisé en 2019, Joce Ballerat interprète la chanson Visages,. En 2023, l'auteur pour la jeunesse et musicien Bertrand Ferrier consacre un spectacle entier au répertoire de Mama Béa.